# Michael Place
Michael C. Place est un graphiste anglais né en 1969 dans le Yorkshire du Nord.

## Biographie
Né d'un père fermier et d'une mère infirmière, Michael Christopher Place se destine d'abord à une carrière d'architecte. C'est un livre offert à Noël par son oncle qui lui donne le goût du graphisme. 
Diplômé du Newcastle College en 1990, Michael Place collabore avec le graphiste et musicien Trevor Jackson au sein du studio Bite It! : il réalise à cette époque de nombreuses pochettes de disques pour les labels Champion Records, Gee Street Records ou encore pour le groupe anglais Stereo MC's.
En 1992, il rejoint le studio anglais The Designers Republic : pendant 9 ans, il contribue aux côtés d'Ian Anderson, Matt Pyke et Dave Bailey à faire du studio de Sheffield un leader et une référence du design graphique mondial. Michael Place s'illustre notamment avec ses travaux pour l'industrie musicale (R&S Records, Satoshi Tomiie, Warp Records, Sun Electric), l'industrie du jeu vidéo (Wipeout, Wipeout 2097 et surtout Wip3out pour la console de jeux Sony Playstation).
Peu après la parution de l'ouvrage 3D>2D Adventures In + Out of Architecture, il quitte The Designers Republic pour faire le tour du monde avec son épouse Nicola. Il tire de ce voyage un livret de photo-graphisme édité en supplément du numéro 290 du magazine japonais IDEA. Cette expérience constitue le point de départ de son propre studio sobrement intitulé Build, ouvert officiellement le 17 septembre 2001.
Sa carrière solo l'amène à travailler pour de nombreuses firmes multinationales (Sony, Nike, etc.) ou pour des labels de musique plus confidentiels (Record Camp, London Electrics, Simple Records, Aus Records, etc.). En quelques années, Michael Place institue un style proche des mouvements fonctionnalistes : influencé par Wim Crouwel ou Otl Aicher, Michael Place réalise de nombreuses travaux graphiques et typographiques expérimentaux qui lui valent une grande notoriété dans le champ du graphisme international.

## Expositions et rétrospectives
- 2005 : ON/OFF, coproduite par le studio d'architecture new yorkais Commonwealth et la galerie barcelonaise Maxalot  (New York, 03/06/06 — 01/07/06, Commonwealth).
- 2003 : Offline, coproduite par le site web Computerlove (Bruxelles, 15/11/03 - 27/11/03, la Maison du spectacle-la Bellone).
- 2003 : Print with Love, coproduite par la librairie anglaise Magmabooks (Londres, ?/?/03 - ?/?/03, Magma Books Manchester, Angleterre).

## Expositions collectives
- 2007 : 50, coproduite par le site anglais Blanka et le magazine irlandais Candy (Londres, 19/07/07 — 31/08/07, Design Museum).
- 2007 : Print Run, produite par la Kemistry Gallery à Londres (Londres, 08/06/07 — 21/06/07, Kemistry Gallery).
- 2006 : Mono, produite par le site anglais Blanka (Londres, New York, Leeds, Newcastle, Barcelone).

## Publications
- 2005 : Refill Magazine issue 04, the Build vs. Refill issue.
- 2004 : +81 Magazine, volume 26.
- 2003 : Refill Magazine issue 01.
- 2002 : TRVL Visual Travelogue (supplement to Idea Mag issue 290).

## Liens
- Design By Build
- Interview de Michael C. Place sur le blog the Style Press
- Collection de Poster de Michael C. Place
- Poster du graphiste en vente